# Mike Campbell
Mike Campbell (Panamá City, 1 de fevereiro de 1950) é um guitarrista, compositor e produtor musical norte-americano, mais conhecido pelos seu trabalho na banda Tom Petty and the Heartbreakers. Foi considerado o 79º melhor guitarrista de todos os tempos pela revista norte-americana Rolling Stone.
Em 2018, foi integrado como guitarrista do Fleetwood Mac, substituindo Lindsey Buckingham.